# Steve Boeddeker
Steve Boeddeker é um editor de som americano. Em 2013, recebeu nomeação ao Óscar 2013 pela edição de som de All Is Lost. Como reconhecimento, foi nomeado ao Óscar 2019 na categoria de Melhor Edição de Som por Black Panther.